# Belomitra climacella
Belomitra climacella är en snäckart som först beskrevs av Dall 1895.  Belomitra climacella ingår i släktet Belomitra och familjen valthornssnäckor. Inga underarter finns listade i Catalogue of Life.